# Krageungerne
Krageungerne er en dansk dokumentarfilm fra 1969 instrueret af Frank Wenzel efter eget manuskript.

## Handling
To børns leg med et par tamme krageunger på en nordsjællandsk gård.